# Senargent-Mignafans
Senargent-Mignafans település Franciaországban, Haute-Saône megyében. Lakosainak száma 284 fő (2022. január 1.). Senargent-Mignafans Athesans-Étroitefontaine, Beveuge, Granges-la-Ville, Mignavillers, Saint-Ferjeux, Secenans, Villafans és Belles-Fontaines községekkel határos.

## Népesség
A település népessége az elmúlt években az alábbi módon változott:
| Lakosok száma | 291  | 300  | 295  | 293  | 291  | 291  | 285  | 284  |
|               | 2013 | 2015 | 2017 | 2018 | 2019 | 2020 | 2021 | 2022 |